# Angitola-tó
Az Angitola-tó (olaszul Lago Angitola) Olaszországban, Calabria régióban, Vibo Valentia megyéjében található, az azonos nevű folyó mentén. Az 1,96 km² területű duzzasztott tó környékét 1985-ben a WWF természetvédelmi területnek nyilvánította.

## Fordítás
Ez a szócikk részben vagy egészben  a   Lago Angitola című olasz Wikipédia-szócikk ezen változatának fordításán alapul.  Az eredeti cikk szerkesztőit annak laptörténete sorolja fel. Ez a jelzés csupán a megfogalmazás eredetét és a szerzői jogokat jelzi, nem szolgál a cikkben szereplő információk forrásmegjelöléseként.